# Eutelsat
Eutelsat — французький оператор супутникового зв'язку, займає перше місце за величиною обороту серед операторів супутникового зв'язку в світі. Найбільшими акціонерами Eutelsat є British Telecom (17,5 % акцій), France Telecom (23,1 %) і Deutsche Telekom (10,9 %).
Супутники Eutelsat, використовуються для мовлення 4500 телефонних і 1100 радіо станцій для більш ніж 204 000 000 споживачів. Вони також надають послуги для трансляцій ТБ-програм, корпоративних мереж, мобільного позиціювання та комунікації, підключення магістрального широкосмугового Інтернету на землі, на морі та повітрі. 
В користуванні Eutelsat перебуває орбітальна позиція 10 градусів східної довготи, в якій з 1987 року працює супутник Eutelsat 10B та який забезпечує надійне покриття для передачі відеоконтенту на території Європи, Близького Сходу та Африки.
Штаб-квартира Eutelsat знаходиться в Парижі. Очолює Eutelsat Communications — Генеральний директор Мішель де Розен.

## Eutelsat в Україні
На початку березня 2025 року, через скорочення підтримки України з боку США, французький оператор супутникового зв’язку Eutelsat повідомив про плани заміни Starlink в Україні. Французький оператор працює над постачанням стандартних та військових терміналів, плануючи доставити до України 40 тис терміналів, тобто кількість, яку наразі використовує Starlink в Україні. У компанії також зазначили, що їхня мережа OneWeb має понад 600 супутників на орбіті з висотою 1200 км, що забезпечує швидший зв'язок порівняно з супутниками Starlink, які перебувають на значно нижчих навколоземних орбітах.